# みやーんZZ
みやーんZZ（みやーん・だぶるぜーた）は、ラジオ書き起こし職人。

## 人物・エピソード
プロフィールは明かしていないが、2017年の時点で「ごく普通のアラフォー」と答えており、2025年から連載しているダイヤモンド・オンラインの記事の題には「40代」と記している。ペンネームの「みやーん」は、横浜大洋ホエールズ（現横浜DeNAベイスターズ）で活躍したフェリックス・ミヤーンから。
元々ラジオ好きで、大学生の頃はRHYMESTERのライブに足を運ぶファンであったが、就職してからはどちらも縁遠くなっていたところ、宇多丸がTBSラジオで『ライムスター宇多丸のウィークエンド・シャッフル』を始めていたことを知り熱心なリスナーとなる。2009年頃から番組内容の書き起こしを始めたところ、番組スタッフからFacebookに連絡があり、公式にコラボすることになる。他番組からも書き起こしの依頼があったり、テープ起こしの依頼が舞い込んで来たこともあって会社を辞め、書き起こし専業となる。
書き起こし用にラジオをPCで再生可能なフォーマットで録音するレコーダーを2台使っているが、そのうち1台はTBSラジオを常時録音、もう1台で他局の番組を録音している。また、radikoも活用しているとのこと。2020年現在、1週間あたり約20本の番組をチェック、そのうち自身のWebサイトに掲載するトピックは週30 - 40本ほど。
2021年、雑誌『BRUTUS』（マガジンハウス）、「日刊サイゾー」でのコラム連載を開始。
2024年7月に有料ウェブマガジンを創刊するが、無断でのラジオ番組の書き起こしを有料で配信するという著作権侵害を犯したため、同ウェブマガジンは即時に廃刊し、ラジオの書き起こしを行っていた自身のブログサイトの更新もしばらく休止させた。
2024年より空き時間で始めたスキマバイト「タイミー」にはまり、2025年からは「ダイヤモンド・オンライン」で様々な職場での仕事を通じて見えた悲喜こもごもを綴る連載を開始。

## 番組公式書き起こし担当
- ライムスター宇多丸のウィークエンド・シャッフル（TBSラジオ）
- ジェーン・スー 生活は踊る（TBSラジオ）
- アフター6ジャンクション（TBSラジオ）

## 連載

### 雑誌
- 『BRUTUS』（マガジンハウス）「DIGGIN' RADIO SHOW」（2021年2月 - ）

### ウェブサイト
- 日刊サイゾー（サイゾー）「みやーんZZのRadio Edit」（2021年2月 - ）